# Sollacaro
Sollacaro är en kommun i departementet Corse-du-Sud på ön Korsika i Frankrike. Kommunen ligger  i kantonen Petreto-Bicchisano som tillhör arrondissementet Sartène. År 2022 hade Sollacaro 383 invånare.

## Befolkningsutveckling
Antalet invånare i kommunen Sollacaro
Referens:INSEE